# Кальтенкирхен
Кальтенкирхен (нем. Kaltenkirchen) — город в Германии, в земле Шлезвиг-Гольштейн. 
Входит в состав района Зегеберг.  Население составляет 20 000 человек (на 31 декабря 2010 года). Занимает площадь 23,1 км². Официальный код  —  01 0 60 044.

## История
Впервые упоминается в 14-м веке. Город процветал во время Промышленной революции, так как на его территории размещалось большое количество рабочих, занятых на предприятиях Гамбурга.
Во время Второй мировой войны, временный аэродром защищал северные города от налетов бомбардировщиков, но во время налетов на Гамбург аэродром не был разрушен и никогда не восстанавливался. В августе 1944 года в городе был создан концлагерь, где умерло около 700 заключенных.
В 1970-е годы планировалось переместить в Кальтенкирхен аэропорт Гамбурга, но это не было осуществлено.

## Достопримечательности

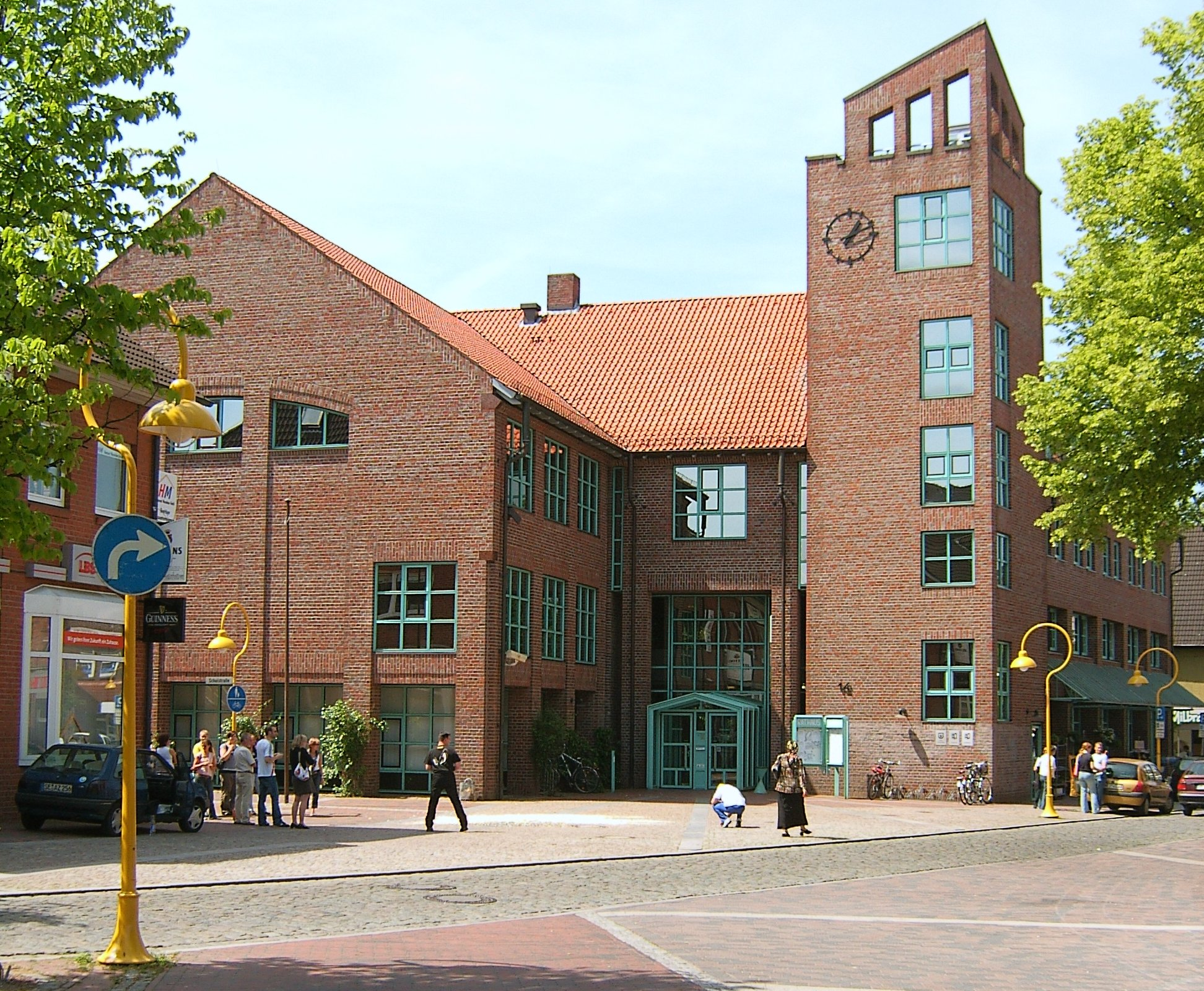
Rathaus der Stadt Kaltenkirchen

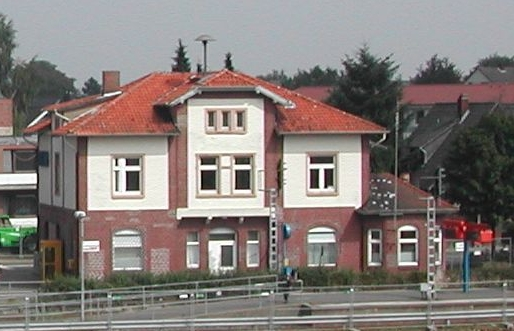
Altes Bahnhofsgebäude von 1884

Станция Кальтенкирхен хорошо известна в северной Германии, являясь центральным узлом железнодорожной компании AKN (Альтона - Кальтенкирхен - Ноймюнстер) поездов, которые связывают многие из небольших городов юга Шлезвиг-Гольштейн с подземной сетью Гамбурга. Это делает Кальтенкирхен привлекательным для городских пассажиров.
Как и многие другие города Германии, Кальтенкирхен постоянно восстанавливается за счет создания новых жилых помещений в городе и вокруг него. Новая железнодорожная станция была построена для обслуживания постоянно растущего населения Кальтенкирхена, рабочих и туристов из других частей Севера Германии.
Кальтенкирхен имеет несколько школ и планирует построить торговый центр около новой железнодорожной станции.

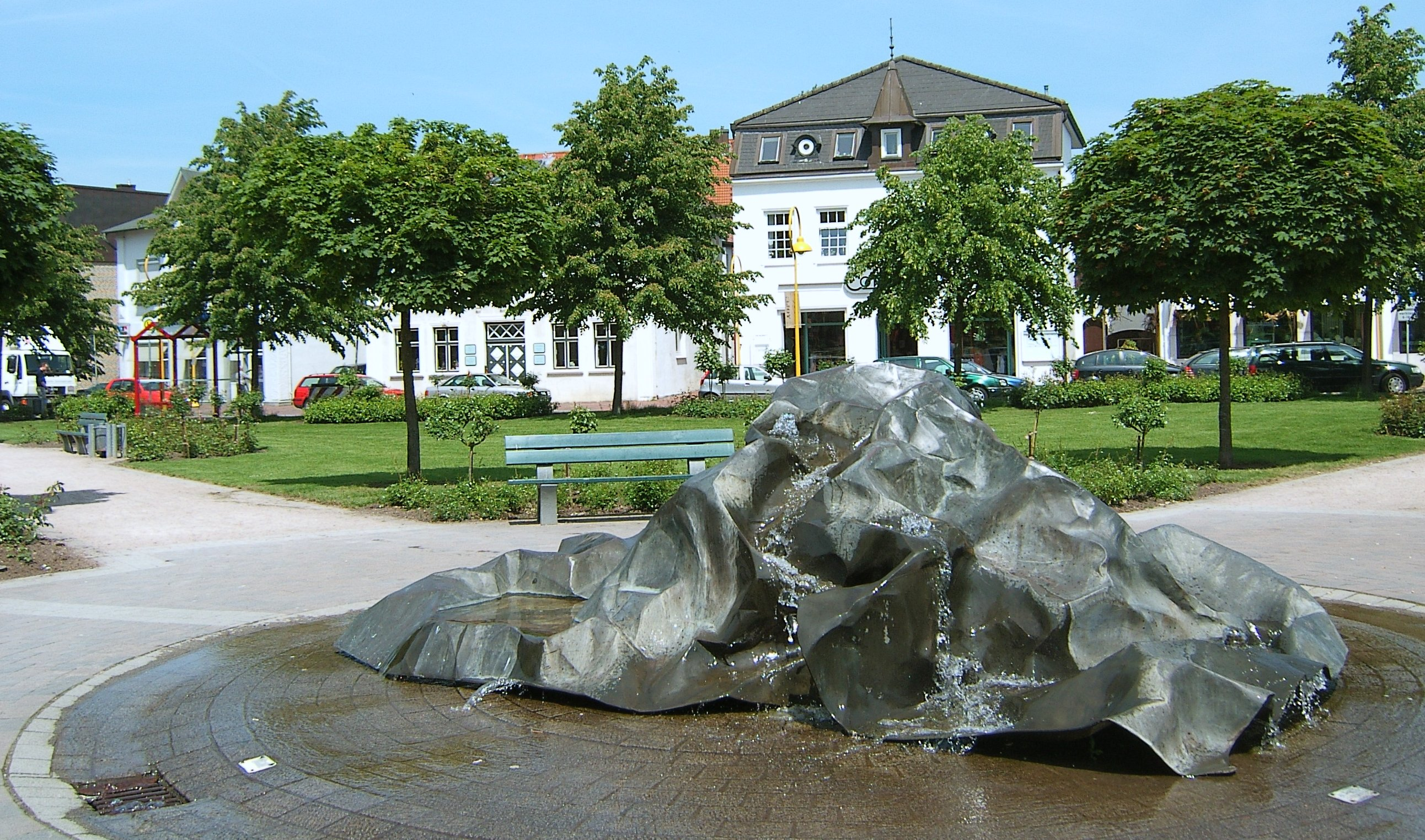
Kaltenkirchen-brunnen

## Ориентиры / экономические приоритеты
Кальтенкирхен оказывает плохую туристическую атмосферу, мало туризма и несколько культурных памятников, с городской администрацией. В 1970-е годы, многие старые здания были снесены, особенно соломенные бревенчатые дома. Примером этого почти исчезнувшего дизайна до сих пор называют особняк, который был восстановлен после поджога 2001-го, здание которое постоянно находится под угрозой сноса, старое здание вокзала восходит к 1884 году, возле которого был построен новый тоннель станция Кальтенкирхен.
В мемориале концлагеря в Moorkaten → История уже указаны в разделе.
В городе есть бассейн для отдыха с сауной и тренажерным залом. К тому же Кальтенкирхен имеет около 2000 м ² бассейн с теплой водой, который был построен в 1999 году и находится рядом с HolstenTherme.
Большой жилой комплекс "Большой Карл" играет важную роль в скандале вокруг бывшего Holsteiner магната недвижимости доктора Герда Thormählen.
Экономика Кальтенкирхен характеризуется мебельным и дизайновым интерьеров домов, пищевой промышленности и производителей строительных материалов. Региональные железнодорожные компании АКН Eisenbahn AG, которая управляет маршруты в южной земле Шлезвиг-Гольштейн и в некоторых районах Гамбурга, имеет свою штаб-квартиру и свои мастерские в Кальтенкирхене.

## Спортивные клубы
В Кальтенкирхене действуют следующие спортивные секции : Кальтенкирхен Turnerschaft (KT), Ассоциация по реабилитации и фитнес Кальтенкирхена ( REHA-FIT Кальтенкирхен), FSC Кальтенкирхен, Fetihspor Кальтенкирхен, TC на Schirnau, шахматный клуб Кальтенкирхен, MSC Кальтенкирхен, Schützenverein Кальтенкирхен, Radsportclub Kattenberg , Canoe Club Кальтенкирхен, Kegelsportzentrum клуб Кальтенкирхен, Moo Rim Сан (тхэквондо) и Mosan.